# イワン・ポロスコフ
イワン・クジミッチ・ポロスコフ（ロシア語: Иван Кузьмич Полозков, 1935年2月16日 - ）は、ソビエト連邦の政治家。ロシア人。ミハイル・ゴルバチョフ時代末期、ロシア共産党第一書記となり、レニングラード党第一書記のボリス・ギダスポフとともにソ連共産党保守派を代表する領袖であった。

## 来歴・人物
1935年2月16日、クルスク州ソンツェヴォ地区エフロシモフカに生まれる。1954年から1957年まで徴兵され、兵役に就く。軍務終了後、クルスク州のコルホーズに勤務する。1958年ソ連共産党に入党し、同年からクルスク州コムソモールを始めに州ソビエト、党機関の専従職員（党官僚、アパラチキ）となった。この間、全連邦通信教育財政・経済大学、ソ連共産党中央委員会通信教育高等党学校を卒業し、同社会科学大学院を修了している。
1975年ソ連共産党中央委員会勤務。1983年クラスノダール地方党書記。1984年党中央委組織・党活動部課長を経て、1985年クラスノダール地方党第一書記に就任し、翌1986年には、党中央委員に選出された。
ゴルバチョフ時代のペレストロイカによる政治改革で人民代議員大会が制度化されると、1990年ロシア連邦共和国人民代議員に選出される。また、共産党と国家の一元化の観点から、ソ連を構成する各級共産党指導者（第一書記）がソビエト議長を兼務することとなり、ポロスコフもクラスノダール地方人民代議員ソビエト議長に選出された。

### ロシア共和国共産党第一書記
ソ連国内の民族主義の噴出に伴い、共産党保守派はロシア共産党の結成に動いた。元来、ソ連共産党イコールロシア共産党であり、ロシア共和国はいわばソ連構成各共和国の長兄として、ニキータ・フルシチョフ時代に設置されたソビエト連邦共産党ロシア共和国ビューローを除き、独自の共和国党を持っていなかったのであったが、1990年6月にロシア共産党が結成され、ポロスコフが第一書記に選出された。同年7月には共産党党規約の改正にともない、各共和国党第一書記とともに党政治局員に就任した。ポロスコフはエゴール・リガチョフ元第二書記の引退後、レニングラード党第一書記のボリス・ギダスポフとともに共産党保守派の新たな領袖として台頭した。ロシア共和国にあっては、急進改革派でロシア連邦共和国最高会議議長（のち大統領）のボリス・エリツィン、中間派・穏健改革派（ゴルバチョフ派）のイワン・シラーエフ首相と並んで三頭鼎立状態を形成することとなった。
その後、ゴルバチョフの「右旋回」（保守派に対する接近）により、ポロスコフら保守派は優位に立ったかに見えたが、1991年に入るとゴルバチョフは再び改革派に舵を切り、新連邦条約の調印をめざした。また、エリツィンが直接選挙によるロシア大統領選挙で大統領となると、この選挙で前ソ連首相のニコライ・ルイシコフを擁立し大敗した責任を取らされてポロスコフはロシア共産党第一書記を解任された。その直後、こうした動きに対して保守派が国家非常事態委員会によるクーデターを起こして連邦副大統領のゲンナジー・ヤナーエフを大統領代行とし、ゴルバチョフやエリツィンら穏健・急進両改革派の一掃を図った際にはポロスコフもこれを支持して復権をたくらんだが、エリツィンらの反撃でクーデターは失敗。ロシア共産党を含むソ連共産党は活動停止となり、ポロスコフも政治の表舞台から消えた。
| 党職                                                                           | 党職                                                                 | 党職                          |
| ------------------------------------------------------------------------------ | -------------------------------------------------------------------- | ----------------------------- |
| 先代 ミハイル・ゴルバチョフ ソビエト連邦共産党中央委員会ロシア・ビューロー議長 | ロシア・ソビエト連邦社会主義共和国共産党第一書記 1990年 - 1991年     | 次代 ワレンチン・クプツォフ   |
| 先代 ゲオルギー・ラズモフスキー                                                | ソビエト連邦共産党クラスノダール地方党委員会第一書記 1985年 - 1990年 | 次代 アレクサンドル・マラソフ |